# Regan Scott
Regan Elizabeth Scott (ur. 10 sierpnia 1983 w Lafayette) – amerykańsko-włoska siatkarka, grająca na pozycji przyjmującej.

## Sukcesy klubowe
Mistrzostwo Francji:
- 2010, 2011

Puchar Challenge:
- 2012, 2021

Mistrzostwo Azerbejdżanu:
- 2012

Mistrzostwo Rumunii:
- 2013, 2021

Mistrzostwo Portoryko:
- 2015

Puchar Grecji:
- 2019

Mistrzostwo Grecji:
- 2019, 2020

Puchar Rumunii:
- 2021

## Sukcesy reprezentacyjne
Igrzyska Panamerykańskie:
- 2011

Puchar Panamerykański:
- 2014